# Kossebau
Kossebau là một đô thị thuộc huyện Stendal, bang Sachsen-Anhalt, Đức. Đô thị Kossebau có diện tích 13,45 km², dân số thời điểm ngày 31 tháng 12 năm 2006 là 282 người.